# Marco Aurélio Cota Máximo Messalino
Marco Aurélio Cota Máximo Messalino (em latim: Marcus Aurelius Cotta Maximus Messalinus) foi um senador romano da gente Aurélia eleito cônsul em 20 com Marco Valério Messala Barbato. Era filho de Marco Valério Messala Corvino, cônsul em 31 a.C. e conhecido patrono da literatura romana.

## Ancestrais e família
Máximo nasceu e foi criado em Roma. Sua data de nascimento é desconhecida, mas é posterior a 24 a.C., possivelmente 14 a.C. Das obras do poeta Ovídio depreende-se que sua mãe era uma nobre romana chamada Aurélia Cota, o que também é suportado pelo fato de Máximo ter sido adotado pela gente Aurélia apesar de ter nascido na gente Valéria.
Seu nome de nascimento é desconhecido e ele é conhecido apenas por seu nome pós-adoção. De um casamento anterior de seu pai, Máximo tinha três meio-irmãos mais velhos, Valéria Messalina, casada com o senador Tito Estacílio Tauro, cônsul em 11, outra irmã chamada Valéria, que se casou com Marco Lólio, cônsul em 21 a.C., e Marco Valério Messala Messalino, cônsul em 3 a.C. Através da primeira Valéria, Máximo era parente da imperatriz Estacília Messalina, a terceira esposa de Nero; através da segunda, era tio-avô da imperatriz Lólia Paulina, a terceira esposa de Calígula.  

## Relação com Ovídio
Máximo era amigo e patrono do poeta Ovídio, que endereçou a ele várias de suas cartas. Os dois estavam juntos em 8 quando chegou a notícia do banimento de Ovídio. Máximo ajudou material e psicologicamente o amigo durante o exílio. Apesar da amizade de Máximo com Augusto não tenha tido influência no seu banimento, Ovídio acreditou, até pelo menos 11, que Máximo poderia ter intercedido junto ao imperador para ajudá-lo.

## Carreira
Máximo foi um político proeminente durante todo o reinado de Tibério e permaneceu amigo dele até pelo menos 32. Depois do julgamento e da execução de Marco Escribônio Libão Druso em 16, Máximo propôs no Senado Romano que a estátua dele deveria ser excluída de futuras procissões funerais de seus descendentes.
Segundo uma inscrição de 25 ou 26 encontrada em Éfeso, em algum momento depois de seu consulado (em 20), Máximo foi nomeado procônsul da Ásia.
Em 32, Tibério defendeu Máximo quando ele foi processado por ter acusado Calígula de homossexualismo, de ter zombado de um banquete realizado em homenagem à finada mãe do imperador como tendo sido "uma festa funerária" e por ter se gabado da proteção de Tibério quando foi processado.

## Reputação
Máximo foi condenado por Tácito por seu estilo de vida extravagante, por seu comportamento vergonhoso e sua subserviência. Plínio o descreve como um glutão extravagante. Juvenal o descreve apenas como um patrono das artes. Um liberto de Máximo, Marco Aurélio Zósimo, foi enterrado na Via Ápia com sua esposa, Aurélia Saturnia e seu epitáfio é uma as raras inscrições funerárias romanas a expressar a relação entre patrono e liberto em termos poéticos:
| “ | \| M. Aurelius Cottae Maximi Zosimus, accensus patroni. Libertinus eram, fateor: sed facta legetur patrono Cotta nobilis umbra mea. Qui mihi saepe libens census donavit equestris qui iussit natos tollere quos aleret quique suas commisit opes mihi semper, et idem dotavit natas ut pater ipse meas, Cottanumque meum produxit honore tribuni quem fortis castris Caesaris emeruit. Quid non Cotta dedit? qui nune et carmina tristis haec dedit in tumulo conspicienda meo. Aurelia Saturnia, Zosimi. \| De M. Aurélio Cota Máximo Zózimo foi um liberto: mas agora minha sombra foi enobrecida pelo meu patrono Cota. Diversas ele esteve disposto a me conceder um destino equestre ele ordenou que eu deixasse meus filhos viverem para que ele provesse seu sustento. Ele sempre esteve pronto para me conceder sua própria riqueza. Ele também deu às minhas filhas os dotes de um pai. Ele promoveu meu filho Cotano ao status de tribuno com o qual ele orgulhosamente serviu no exército de César. O que Cota não nos deu? : Agora, infelizmente, ele nos deu estes versos que podem ser lidos no meu túmulo. Aurélia Saturnia, de Zósimo. \| | ” |
| M. Aurelius Cottae Maximi Zosimus, accensus patroni. Libertinus eram, fateor: sed facta legetur patrono Cotta nobilis umbra mea. Qui mihi saepe libens census donavit equestris qui iussit natos tollere quos aleret quique suas commisit opes mihi semper, et idem dotavit natas ut pater ipse meas, Cottanumque meum produxit honore tribuni quem fortis castris Caesaris emeruit. Quid non Cotta dedit? qui nune et carmina tristis haec dedit in tumulo conspicienda meo. Aurelia Saturnia, Zosimi. | De M. Aurélio Cota Máximo Zózimo foi um liberto: mas agora minha sombra foi enobrecida pelo meu patrono Cota. Diversas ele esteve disposto a me conceder um destino equestre ele ordenou que eu deixasse meus filhos viverem para que ele provesse seu sustento. Ele sempre esteve pronto para me conceder sua própria riqueza. Ele também deu às minhas filhas os dotes de um pai. Ele promoveu meu filho Cotano ao status de tribuno com o qual ele orgulhosamente serviu no exército de César. O que Cota não nos deu? : Agora, infelizmente, ele nos deu estes versos que podem ser lidos no meu túmulo. Aurélia Saturnia, de Zósimo. |   |

## Família
Marco Valério Messala Corvino, cônsul em 58, pode ter sido seu filho.